# 1984 w polityce

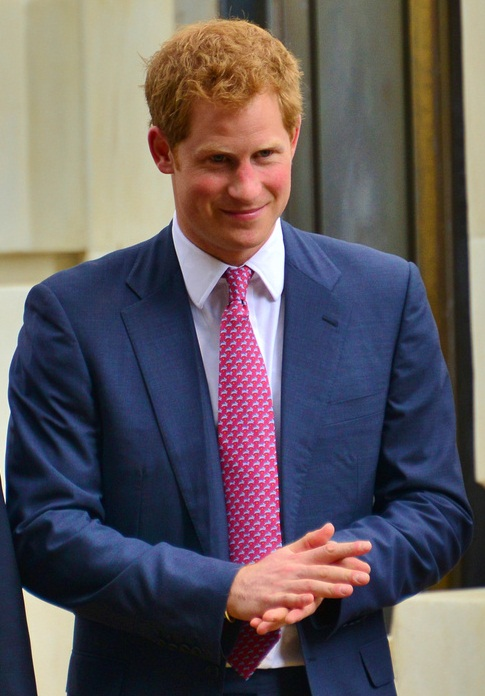
Książę Harry

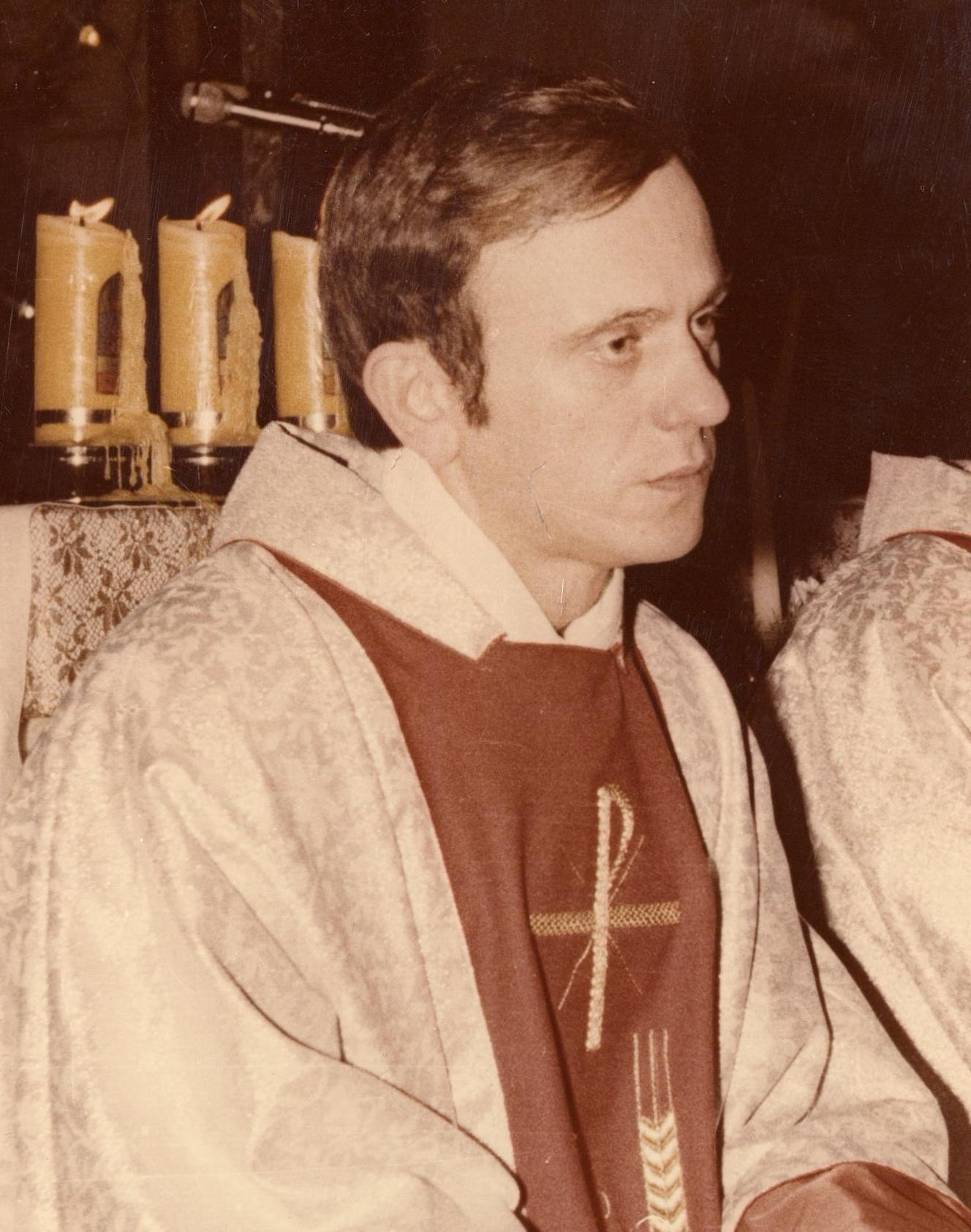
Jerzy Popiełuszko

Wydarzenia polityczne w 1984 roku.

## Luty
- 9 lutego – zmarł Jurij Andropow, radziecki przywódca[1].
- 13 lutego – Konstantin Czernienko został sekretarzem generalnym Komitetu Centralnego KPZR[2].

## Maj
- 22 maja – zmarł Karl-August Fagerholm, fiński polityk[3].

## Czerwiec
- 30 czerwca – John Turner został premierem Kanady[4].

## Wrzesień
- 3 września – Pieter Willem Botha został prezydentem RPA[5].
- 15 września – urodził się książę Henryk (Harry), drugi syn księcia Walii Karola, wnuk królowej Elżbiety II[6].

## Październik
- 19 października – grupa funkcjonariuszy Służb Bezpieczeństwa (którą dowodził Grzegorz Piotrowski) porwała księdza Jerzego Popiełuszkę w miejscowości Górsk. Sprawcy zatrzymali najpierw samochód księdza, a następnie zaczęli jechać z nim w nieznanym kierunku. Towarzyszący księdzu kierowca Waldemar Chrostowski uciekł i zawiadomił o porwaniu najbliższy posterunek milicyjny. W tym czasie funkcjonariusze SB związali, a następnie torturowali kapłana, a kiedy uznali, że najprawdopodobniej nie żyje, zrzucili jego ciało z tamy we Włocławku[7].
- 24 października – powstało Ogólnopolskie Porozumienie Związków Zawodowych. Na jej czele stanął Alfred Miodowicz[7].
- 31 października – w Delhi zamordowano premier Indirę Gandhi. Tego samego dnia urząd premiera objął jej syn, Rajiv[7].

## Listopad
- 6 listopada – Ronald Reagan został wybrany na drugą kadencję[8].

## Grudzień
- 10 grudnia – Pokojową Nagrodę Nobla otrzymał Desmond Tutu[7].
- 19 grudnia – premier Wielkiej Brytanii Margaret Thatcher i premier Chińskiej Republiki Ludowej Zhao Ziyang podpisali układ, na mocy którego Hongkong miał wrócić do Chin w 1997 roku[7].